# الخسفة (الموصل)
الخسفة أو (تعرف محليا الخفسة)، وتسمى ايضاً بـ«حفرة الجن»، هي حفرة جيولوجية عميقة تقع على بعد 20 كم جنوب مدينة الموصل مركز محافظة نينوى، استخدمها تنظيم الدولة (داعش) لتغييب ضحاياه فيها خلال سيطرته على الموصل بين يونيو 2014 ويوليو 2017.

## التاريخ
لا يعرف تاريخ تكوينها لحد الآن، يرجح بعض الباحثين والأشخاص الساكنين بالقرب منها على أنها تكونت جيوليوجياً نتيجة التغيرات الأرضية، والبعض الآخر يرجح أنها نتجت عن ضرب نيزك لهذه البقعة قبل مئات أو آلاف السنين.

## الموقع
تقع على طريق الموصل - بغداد، في جنوب غرب الموصل من جهة حمام العليل بالقرب من قرية العذبة، وتبعد عن مركز مدينة الموصل حوالي 20 كيلومتر.

## التسميات
أطلقت عليها الكثير من الأسماء منها:
- الخسفة
- الخفسة (اسم محلي)
- حفرة الجن
- حفرة الموت (لخطورتها)
- حفرة الرعب

## مقبرة جماعية
تم استخدام هذه الحفرة من قبل تنظيم الدولة (داعش) كمقبرة جماعية للمحكوم عليهم بالإعدام خلال فترة ولايته منذ عام 2014 وحتى تحرير الموصل عام 2017، وتعد إحدى أكبر المقابر الجماعية في العراق. وغير معروف عدد الضحايا لحد الآن. ولكن كشفت منظمة هيومن رايتس ووتش في تقريرها الصادر في 22 مارس 2017 عن أن تنظيم داعش أعدم قرابة 25 ألف شخص في مقبرة الخفسة. واكد المركز العراقي لتوثيق جرائم الحرب أن داعش نشر اسماء 2070 مدني، قتلو ورمي بجثثهم في الخسفة أثناء سيطرتهم على مدينة الموصل

## هدم الحفرة
أثناء سيطرة تنظيم الدولة على مدينة الموصل قام بعمليات إعدام جماعي، ولاخفاء جثث الضحايا حاول تنظيم الدولة هدم الحفرة، وذلك برمي كمية من الرمال وبعض الهياكل الحديدية.